# Ordre royal de l'Étoile polaire
Pour les articles homonymes, voir ordre de l'Étoile.
L'ordre royal de l'Étoile polaire est un ordre suédois destiné aux ministres, aux ambassadeurs, aux magistrats, aux savants, aux littérateurs et aux artistes. Depuis la réforme de 1975, il n'était plus décerné qu'à des personnes n'ayant pas la nationalité suédoise, mais il est à nouveau accessible aux citoyens suédois depuis le 1er février 2023.
L'insigne est une croix d'or à huit pointes, émaillée de blanc, ayant au centre un médaillon d'azur qui porte une étoile polaire et la devise : Nescit occasum (ie qui ne décline jamais / qui ne se couche jamais - en parlant d'un astre). Cette croix est surmontée d'une couronne en or. L'ordre a été établi en 1748 par le roi Frédéric Ier de Suède.

## Grades
L'ordre comporte cinq grades (par ordre croissant), les trois premiers étant des grades et les deux plus élevées étant des dignités :
- chevalier ;
- chevalier première classe ;
- commandeur ;
- commandeur première classe ;
- commandeur grand-croix.

Par ailleurs, les insignes (médaille, ruban, et éventuellement étoile selon le grade) sont prêtées aux récipiendaires (gratuitement, contrairement par exemple à la Légion d'honneur française dont la médaille doit être achetée à la Monnaie de Paris). Les héritiers sont censés rendre ces insignes au royaume de Suède lors du décès du récipiendaire.

## Rubans
| Rubans (1748–1975 et à partir de 2023) | Rubans (1748–1975 et à partir de 2023) | Rubans (1748–1975 et à partir de 2023) | Rubans (1748–1975 et à partir de 2023) | Rubans (1748–1975 et à partir de 2023) |
| -------------------------------------- | -------------------------------------- | -------------------------------------- | -------------------------------------- | -------------------------------------- |
| Commandeur grand-croix                 | Commandeur première classe             | Commandeur                             | Chevalier première classe              | Chevalier                              |

| Rubans (de 1975 à 2023) | Rubans (de 1975 à 2023)    | Rubans (de 1975 à 2023) | Rubans (de 1975 à 2023)   | Rubans (de 1975 à 2023) |
| ----------------------- | -------------------------- | ----------------------- | ------------------------- | ----------------------- |
| Commandeur grand-croix  | Commandeur première classe | Commandeur              | Chevalier première classe | Chevalier               |

## Titulaires

### Personnalités duXVIIIesiècle
- Carl von Linné (chevalier)[1].

### Personnalités duXIXesiècle
- Abbas II Hilmi ;
- Alexandre Dumas (1802-1870) ;
- André Hubert Dumont ;
- Benjamin Constant ;
- Blanca Elena Jiménez ;
- Francesco Piranesi ;
- Pierre Rayer (commandeur, 1856)[2] ;
- Victor Hugo (1802-1885) (commandeur, en 1844)[3],[4] ;
- Charles Hermite[5] ;
- Émile Picard (chevalier en 1884)[6] ;
- Léon Bourgeois ;
- Walter Elmer Ekblaw ;
- Alphonse Grün ;
- Louis, comte de Cambacérès (1832-1869), auditeur au Conseil d'État (1855), député de l'Aisne (1857-1863) ;
- Thomas Braun Sr. ;
- Léon Platteau ;
- Jean-Gabriel Peltier ;
- Johannes Nolet de Brauwere van Steeland ;
- Fernand Ménégoz ;
- Charles Rabot (1856-1944) ;
- Adolphe Willette (1857-1926).

### Personnalités duXXesiècle
- Alphonse de Bourbon, duc d'Anjou et de Cadix, ambassadeur d'Espagne et prétendant au trône de France ;
- Laurence Equilbey, chef de chœur ;
- Olaf Devik ;
- Amiral Jacques Lanxade, ancien chef d’état-major des armées françaises (grand-croix) ;
- André Malraux, ministre français, grand-croix ;
- Danielle Mitterrand (1924-2011), épouse du président François Mitterrand (commandeur) ;
- Othman Benjelloun, commandeur grand-croix ;
- Pierre Louis Blanc, ambassadeur de France, grand-croix ;
- Jean-Louis Beffa, président directeur général, commandeur;
- Friedrich Britze ;
- Anne Hidalgo, maire de Paris (commandeur) ;
- Johan Gustaf von Carlson (commandeur) ;
- Henry Peter, chevalier, professeur d'université en droit.

### Personnalités duXXIesiècle
- Anne L'Huillier, prix Nobel de physique, grand-croix ;
- Laurent de Belgique (2001) ;
- Marc de Gouvenain (chevalier première classe 2009) ;
- Jean-Luc Moudenc (commandeur) ;
- Brigitte Macron, épouse du président Emmanuel Macron (commandeur).

## Sources
- Marie-Nicolas Bouillet  et Alexis Chassang (dir.), « Ordre royal de l'Étoile polaire » dans Dictionnaire universel d’histoire et de géographie, 1878 (lire sur Wikisource)
- Liste des récipiendaires de l'ordre royal de l'Étoile polaire (sv)